# Valentin Blatz Brewing Company

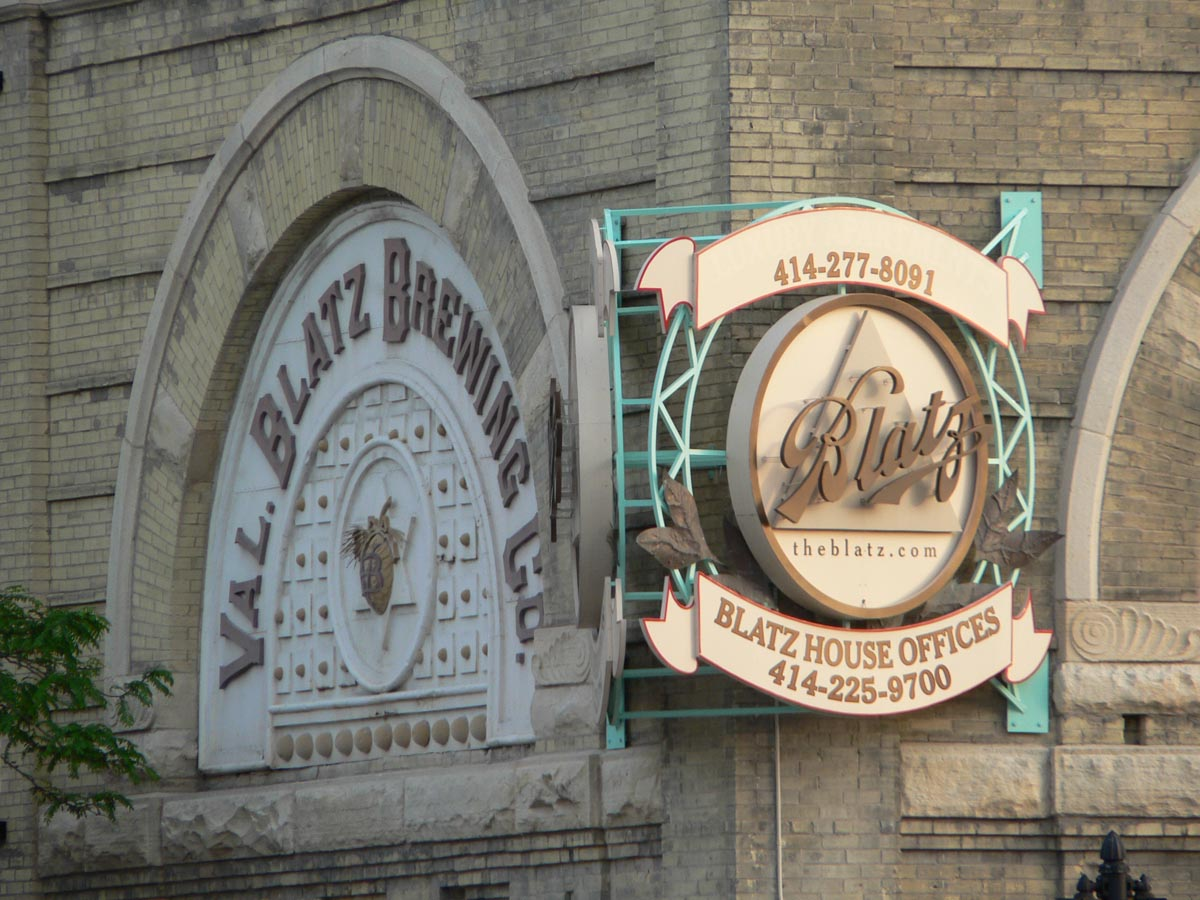
Firmenlogo an der historischen Blatz-Brauerei

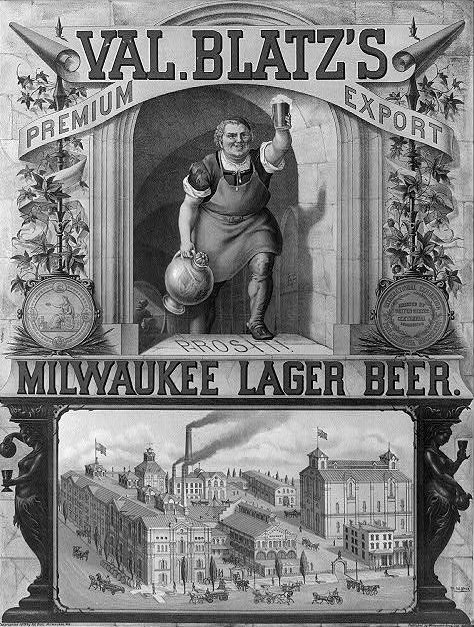
Poster für Val. Blatz's Milwaukee lager beer, 1879, Lithograf vermutl. Moritz Ulffers

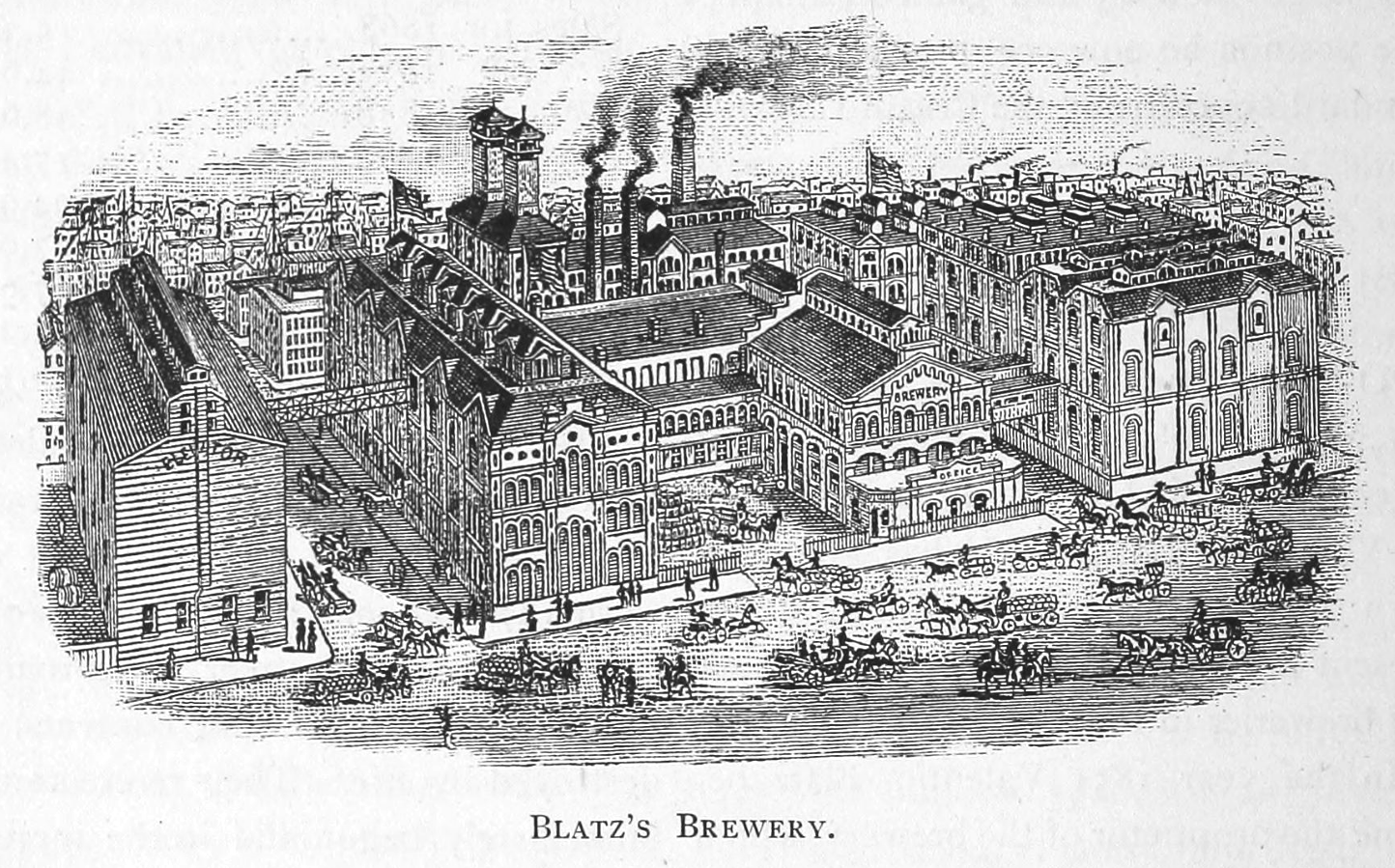
Blatz-Brauerei im Jahr 1886

Die Valentin Blatz Brewing Company war eine US-amerikanische Brauerei in Milwaukee. Sie wurde 1846 gegründet und im Jahr 1969 von der G. Heileman Brewing Company akquiriert. Heute gehört das Blatz-Portfolio der Pabst Brewing Company.

## Geschichte

### Gründung
1846 gründete der deutsche Auswanderer Johann Braun die City Brewery an der Ecke Main Street und Division Street in Milwaukee. Fünf Jahre später eröffnete Valentin Blatz, der zuvor als Vorarbeiter in anderen Brauereien und als Braumeister für Braun gearbeitet hatte, eine eigene Brauerei neben der City Brewery. Nach Brauns Tod im Jahr 1852 heiratete er dessen Witwe und legte beide Brauereien zusammen.
Die Blatz-Brauerei wuchs in den kommenden Jahren stark. Der Jahresausstoß stieg von 34.000 Barrel im Jahr 1871 auf 65.000 vier Jahre später. Wie sein Konkurrent Joseph Schlitz lieferte auch Blatz Bier nach Chicago, nachdem die dortigen Brauereien in der Feuerkatastrophe von 1871 zerstört wurden. Ein Jahr später gewann Blatz-Bier eine Auszeichnung auf der Centennial Exhibition in Philadelphia.
Am 25. August 1873 brannte die Brauerei nieder. Blatz konnte seine aktuellen Bestellungen aus dem Lager bedienen, welches verschont geblieben war. Der Wiederaufbau dauerte bis zum Januar 1874. Bis zum Jahr 1880 war der Jahresausstoß auf 125.000 Barrel gestiegen. Blatz war die erste Brauerei in Milwaukee, die Bier in Flaschen abfüllte. Darüber hinaus wurde Blatz-Bier als erstes Bier aus Milwaukee landesweit vertrieben. Distributionszentren wurden in Chicago, New York, Boston, New Orleans, Memphis, Charleston und Savannah betrieben. 1889 wurde sie als Valentin Blatz Brewing Company mit einem Kapitalstock von zwei Millionen Dollar offiziell angemeldet.

### Jahrhundertwende und Prohibition
1890 wurde Blatz für 2,5 Millionen Dollar von einer Gruppe englischer Investoren aus London, der United States Brewing Company, auch das „English Syndicate“ genannt, gekauft.
Auf der World’s Columbian Exposition im Jahr 1893 war Blatz das einzig angebotene Fassbier in deutschen Restaurants.
Valentin Blatz starb im Jahr 1894. Seine Söhne Albert und Valentin, Jr., übernahmen gemeinsam mit seinem Schwiegersohn John Kremer die Leitung des Unternehmens. Um die Jahrhundertwende war Blatz der drittgrößte Brauer der Stadt.
Die United States Brewing Company verkaufte Blatz an den Geschäftsmann Edward Landsberg im Jahr 1920. Während der amerikanischen Prohibition produzierte Blatz von 1920 bis 1933 Malzbier, Fruchtsäfte, Zigarren und Kaugummi. Nach Ende der Prohibition wurde der Braubetrieb wieder aufgenommen. Das Marken-Portfolio beinhaltete Blatz, Pilsener, Old Heidelberg, Private Stock, Milwaukee Dark, Culmbacher, Continental Special, Tempo und English Style Ale. 1943 wird die Blatz-Brauerei von Schenley Industries gekauft. Im Jahr 1950 war Blatz mit einem Jahresausstoß von 1.756.000 Barrel die neuntgrößte Brauerei in den USA.

### Verkauf an Pabst
Trotz des Firmenwachstums zeigte sich in den 1950er Jahren, dass Blatz den Wettbewerb gegen die anderen Milwaukee-Brauereien wie Miller, Pabst und Schlitz nicht bestehen konnte. Hinzu kamen drastisch steigende Herstellungskosten, die die Wettbewerbsfähigkeit des Unternehmens einschränkten.
Blatz wurde 1958 unter dem steigenden Druck von Pabst aufgekauft. Die Firmen wurde jedoch vom Department of Justice wieder getrennt. Die Produktionsstätten wurden geschlossen, lediglich die Marken verblieben bei Pabst. Die G. Heileman Brewing Company kaufte die Marken im Jahr 1969.
Heileman wurde 1996 von der Stroh Brewery Company aufgekauft. Diese wurde wiederum drei Jahre später teilweise an Pabst und teilweise an Miller verkauft.
Seit 2007 ist Blatz-Bier wieder im Portfolio von Pabst. Es wird unter Lizenz von der Miller Brewing Company hergestellt.
Die historische Blatz-Brauerei ist seit 1986 in das National Register of Historic Places eingetragen. Das ehemalige Bürogebäude wurde bereits drei Jahre zuvor eingetragen. Die Räumlichkeiten wurden in Eigentumswohnungen umgewandelt. Die Abfüllerei ist mittlerweile das Campus Center Building der Milwaukee School of Engineering.